# 37623 Valmiera
37623 Valmiera este un asteroid din centura principală de asteroizi.

## Descriere
37623 Valmiera este un asteroid din centura principală de asteroizi. A fost descoperit pe 15 septembrie 1993 la Observatorul La Silla de Eric Walter Elst. Asteroidul prezintă o orbită caracterizată de o semiaxă mare de 3,19 ua, o excentricitate de 0,07 și o înclinație de 22,3° în raport cu ecliptica.